# Osteòcit
Un osteòcit és una cèl·lula de forma lenticular i poc basòfila. Es troben allotjades en llacunes dintre de la matriu òssia calcificada. Té un reticle endoplasmàtic rugós i un aparell de Golgi poc desenvolupat. La seva finalitat és la de mantenir el teixit ossi traduint estímuls del voltant.

Osteòcit

## Origen
Els osteòcits deriven dels osteoblasts, cèl·lules formadores de l'os. Quan un osteoblast queda envoltat d'osteoide, el producte que secreta, la cèl·lula perd el contacte amb la superfície òssia, disminueix la seva capacitat de síntesi i dipòsit de col·lagen i es diferencia en un osteòcit.